# La forza d'una menzogna
La forza d'una menzogna (The Power of a Lie) è un film muto del 1922 diretto da George Archainbaud. La sceneggiatura si basa su Troens magt (in inglese The Power of a Lie), romanzo dello scrittore norvegese Johan Bojer pubblicato a Londra nel 1908.

## Trama
John Hammond firma un'impegnativa con Richard Burton, un amico architetto in difficoltà. In seguito, però, disconosce la propria firma, mettendo in seri guai Burton, che viene accusato di contraffazione. L'unica che crede nella sua innocenza è Betty, la sorella di Hammond, che lo sostiene contro tutti. Alla fine, confessando di avere mentito, Hammond restituisce a Burton, che stava per essere condannato, la sua reputazione intatta.

## Produzione
Il film fu prodotto dalla Universal Pictures.

## Distribuzione
Il copyright del film, richiesto dalla Universal Pictures, fu registrato il 29 dicembre 1922 con il numero LP18545.
Distribuito dalla Universal Pictures e presentato da Carl Laemmle, il film fu proiettato in prima a Chicago il 24 dicembre 1922, uscendo nelle sale cinematografiche statunitensi il 7 o il 29 gennaio 1923.
In Italia, il film ottenne il visto di censura 20695 nel giugno 1925.
Non si conoscono copie ancora esistenti della pellicola che viene considerata presumibilmente perduta.